# バルサム湖 (カナダ)

カワーサレイクス内のバルサム湖の位置

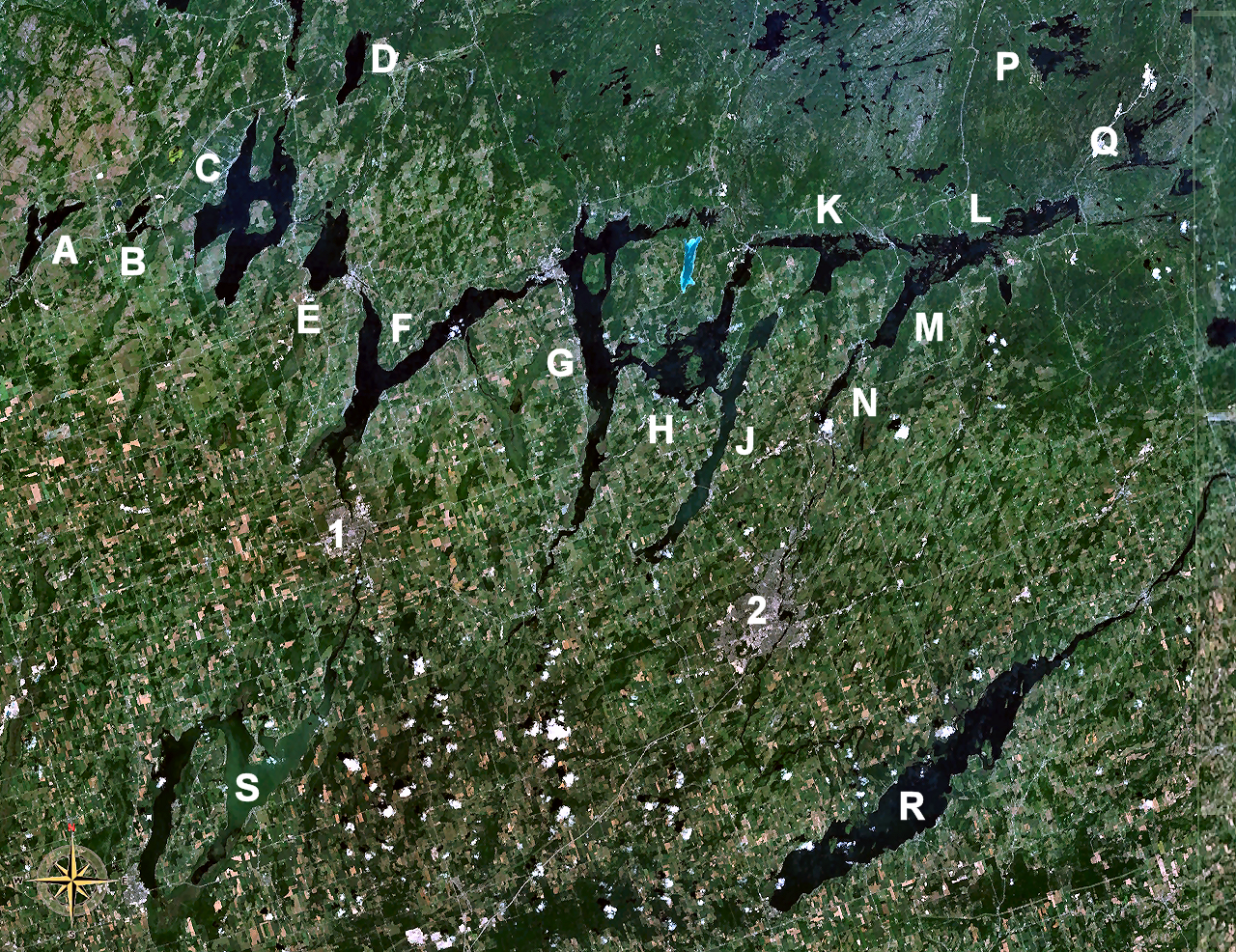
カワーサ湖群、Cがバルサム湖

バルサム湖 (Balsam Lake) はカナダのオンタリオ州カワーサレイクスにある湖。カワーサ湖群の湖のひとつ。
長さ16km、幅は平均3km。中央部にはグランド島 (Grand Island) がある。4つの大きな湾があり、そのうち北東部の湾奥にはコボコンクの村とガル川の河口がある。北側の湾の間の半島にインディアンポイント州立公園、湖北西岸にバルサムレイク州立公園がある。
バルサム湖はトレント・セバーン水路の最高地点（標高256,3m）であり、ここから水路は北西のジョージア湾、南東のオンタリオ湖へと下っていく。湖の東側、ローズデールには水路の閘門35があり、それにより湖の水位は5m上昇している。その先はローズデール川がキャメロン湖へ注いでいる。西は運河によりミッチェル湖へと繋がっている。